# Sambori
Sambori is een bestuurslaag in het regentschap Bima van de provincie West-Nusa Tenggara, Indonesië. Sambori telt 1703 inwoners (volkstelling 2010).